# ناحیه چیناز
ناحیهٔ چیناز (به ازبکی: Chinoz tumani، چیناز تومنی) یک ناحیه در ازبکستان است که در ولایت تاشکند واقع شده‌است. ناحیه چیناز ۳۴۰ کیلومتر مربع مساحت و ۱۴۵٬۵۰۰ نفر جمعیت دارد.